# Levadia Tallinn
Levadia Tallinn (est. Tallinna Football Club Infonet Levadia) – estoński klub piłkarski z siedzibą w Tallinnie.

## Historia
Klub został założony jako Levadia Maardu 22 października 1998, kiedy to drużyna piłkarska FK Olümp Maardu rozpoczęła współpracę z firmą metalurgiczną OÜ Levadia. W sezonie 1998 Levadia wygrała rozgrywki Esiliigi i awansowała do Meistriliigi. W pierwszym roku gry w najwyższej klasie rozgrywkowej w kraju zdobyła mistrzostwo. Od tego czasu jeszcze dziesięciokrotnie zwyciężała w rozgrywkach Meistriliigi. Dziesięć razy zdobywała Puchar Estonii, zaś ośmiokrotnie Superpuchar. 29 grudnia 2003 klub przeniósł się do stolicy i zmienił nazwę na Levadia Tallinn. W sezonie 2009/2010 Levadia Tallinn sensacyjnie pokonała Wisłę Kraków w II rundzie eliminacji do Ligi Mistrzów. 4 listopada 2017 Levadia połączyła się z drużyną FCI Tallinn i zmieniła nazwę na FCI Levadia. W grudniu zaprezentowano nowe logo klubu.

## Sukcesy
- Mistrzostwo Estonii (11×): 1999, 2000, 2004, 2006, 2007, 2008, 2009, 2013, 2014, 2021, 2024
- Zdobywca Pucharu Estonii (10×): 1999, 2000, 2002[b], 2004, 2005, 2007, 2010, 2012, 2014, 2018, 2021, 2024
- Zdobywca Superpucharu Estonii (8×): 1999, 2000, 2001, 2010, 2013, 2015, 2018, 2022

## Skład na sezon 2022
Aktualny na dzień 30 lipca 2022.
| Nr | Poz. | Piłkarz                 |
| -- | ---- | ----------------------- |
| 3  | OB   | Milan Mitrović          |
| 4  | OB   | Maximiliano Uggè        |
| 6  | PO   | Rasmus Peetson          |
| 9  | PO   | Mark Oliver Roosnupp    |
| 10 | PO   | Brent Lepistu (kapitan) |
| 11 | NA   | Liliu                   |
| 14 | PO   | Ernest Agyiri           |
| 16 | OB   | Markus Jürgenson        |
| 17 | NA   | Robert Kirss            |
| 22 | OB   | Artur Pikk              |
| 23 | PO   | Murad Velijev           |
| 25 | OB   | Maksim Podholjuzin      |

| Nr | Poz. | Piłkarz               |
| -- | ---- | --------------------- |
| 30 | BR   | Daniil Pareiko        |
| 38 | PO   | Artjom Komlov         |
| 49 | NA   | Zakaria Beglariszwili |
| 55 | BR   | Georg Mattias Lagus   |
| 55 | NA   | Karl Rudolf Õigus     |
| 67 | PO   | Ilja Antonov          |
| 70 | PO   | Marko Putinčanin      |
| 81 | BR   | Artur Kotenko         |
| 99 | BR   | Karl Andre Vallner    |
|    | NA   | Aamir Yunis Abdallah  |
|    | OB   | Bourama Fomba         |
|    | PO   | Til Mavretič          |